# 塔山站
塔山站是一个沈山铁路和魏塔铁路上的铁路车站，位于辽宁省葫芦岛市塔山镇，建于1899年，目前为四等站，邮政编码为121504。目前客运：办理旅客乘降；行李、包裹托运；货运：办理整车货物发到。